# Рудык, Николай Мартынович
Николай Мартынович Рудык (5 декабря 1918 — 16 декабря 1943) — старший лейтенант Рабоче-крестьянской Красной Армии, участник Великой Отечественной войны. Герой Советского Союза (1944).

## Биография
Николай Рудык родился 19 декабря 1918 года в селе Степашки (ныне — Гайсинский район Винницкой области Украины). В 1939 году был призван на службу в Рабоче-крестьянскую Красную Армию. В 1941 году Рудык окончил Сызранское танковое училище. С начала Великой Отечественной войны — на её фронтах.
К декабрю 1943 года старший лейтенант Николай Рудык командовал танковой ротой 326-го танкового батальона 117-й танковой бригады 1-го танкового корпуса. Отличился во время освобождения Витебской области Белорусской ССР. 16 декабря 1943 года рота Рудыка первой ворвалась в расположение противника и разгромила его колонну, уничтожив 5 артиллерийских орудий, 8 автомашин и несколько десятков солдат и офицеров противника, продержавшись до подхода основных сил. В том бою Рудык погиб. Похоронен в деревне Меховое Городокского района Витебской области Белоруссии.
Указом Президиума Верховного Совета СССР от 24 апреля 1944 года старший лейтенант Николай Рудык посмертно был удостоен высокого звания Героя Советского Союза. Также посмертно был награждён орденом Отечественной войны I степени.

## Награды и звания
- Герой Советского Союза (1944).
- Орден Ленина
- Орден Отечественной войны I степени

## Память
- Именем Героя названы улица селе Степашки, где установлен его бюст.
- Обелиск на месте гибели Н. М. Рудыка, севернее д. Быки Городокского района Витебской области[4].